# Kázmér Zichy
Kázmér Hippolit György Lajos Zichy, noto anche col nome tedesco di Casimir Zichy (Zichyújfalu, 24 aprile 1868 – Apc, 1º maggio 1955), è stato un nobile, scrittore, cacciatore e proprietario terriero ungherese.
Divenne famoso come scrittore di letteratura dedicata alla caccia col suo diario relativo alla sua permanenza per due anni in Africa orientale per una battuta di caccia grossa.

## Biografia
Kázmér Zichy nacque il 24 aprile 1868 a Zichyújfalu, figlio del nobile e proprietario terriero János Zichy (1834-1916) e di sua moglie, Júlia Gizella Földváry.
Compiuti i propri studi al liceo cistercense di Székesfehérvár, prestò servizio nell'esercito austro-ungarico raggiungendo il grado di capitano. Alla morte di suo padre nel 1916 e di suo fratello maggiore István nel 1921, guidò la famiglia ed assunse il controllo della tenuta di Zichyújfalu, fatta costruire dai suoi antenati e restaurata integralmente dal padre sul finire dell'Ottocento. Nel 1938, autorizzò che nel villaggio presso la sua tenuta si svolgessero le riprese dell'unico film ungherese dell'attrice francese Danielle Darrieux, Una notte a Pest.
Durante la seconda guerra mondiale la regione ove Kázmér si trovava a risiedere venne interessata da pesanti combattimenti e anche la vicina cittadina di Székesfehérvár passò di mano più volte ai rispettivi fronti di scontro e quindi il paese rimase perlopiù bloccato da rifornimenti esterni. Durante l'occupazione nazista, la sua tenuta venne saccheggiata dai soldati tedeschi e cadde in rovina, costringendo Kázmér e la sua famiglia a fuggire altrove, facendovi ritorno nel marzo del 1945 a scontri finiti. La situazione era ad ogni modo drammatica: il castello era stato pesantemente danneggiato e della sua proprietà gli vennero restituiti solo alcuni terreni; quattro anni dopo la tenuta gli venne nuovamente sequestrata, questa volta per essere definitivamente nazionalizzata.
Trascorse gli ultimi anni della sua vita a Apc dove si spense il 1º maggio 1955. Venne sepolto con suo padre e sua madre presso la tomba di famiglia a Zichyújfalu.

## La passione per la caccia

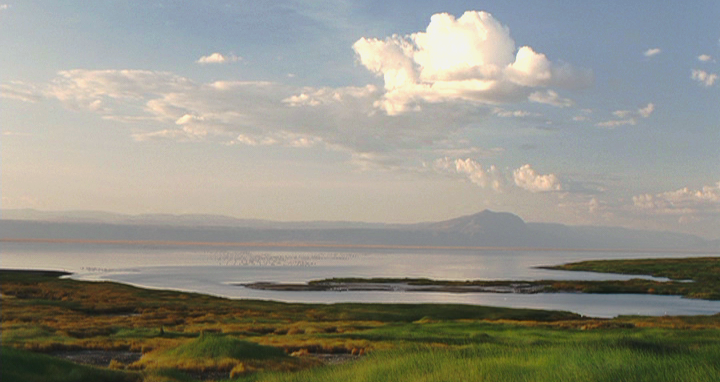
Il Lago Natron, in Tanzania, dove Zichy si dedicò per due anni alla caccia grossa.

Kázmér Zichy divenne un personaggio particolarmente noto nell'Ungheria della sua epoca per la sua personale passione per l caccia. Oltre che di una buona mira, mostro sempre grande competenza e prese parte a diverse competizioni, anche internazionali. Nel 1901 divenne campione nazionale ungherese di tiro al piccione. Il suo successo maggiore ad ogni modo si compì tra il 1907 ed il 1908 quando prese parte ad una battuta di caccia grossa in Africa orientale, tenendo un dettagliato diario delle sue esperienze che, al suo ritorno, venne pubblicato in più edizioni partendo dalla prima nel 1910. L'area della sua caccia si concentrò in particolare nell'analisi della fauna attorno al Lago Natron (odierna Tanzania) ed alla valutazione delle tecniche di caccia dei locali, rapportate a quelle in uso in Europa. Fu presidente di una associazione di tiro a segno locale che aveva sede direttamente nel giardino della sua tenuta di Zichyújfalu, dove tenne una competizione annuale sino a quando ne fu il proprietario.

## Matrimonio e figli

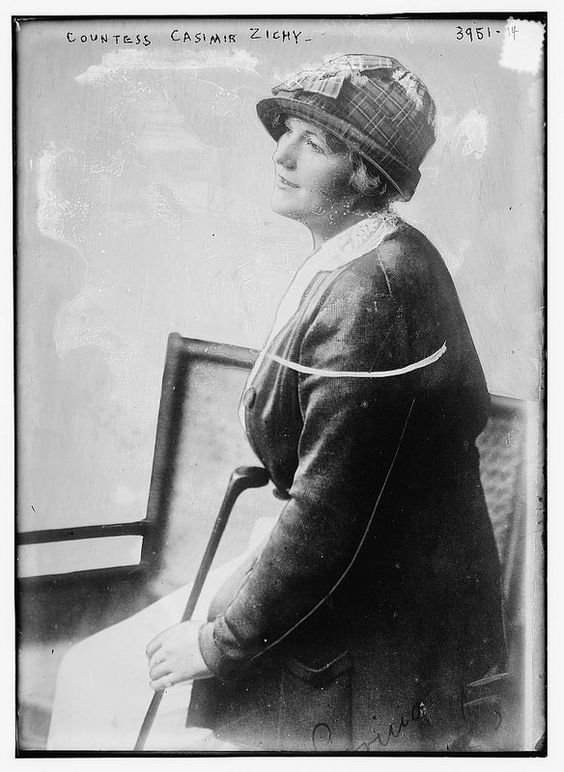
La seconda moglie di Kázmér, la ricca ereditiera americana Julia May Morant (1892-1962)

Il 19 settembre 1895 a Budapest sposò la principessa Ilona Paolina Odescalchi, pronipote di Innocenzo Odescalchi, IV principe Odescalchi, con la quale aveva legami di parentela. La coppia ebbe insieme due figli:
- Anna Paulina Berta Ilona (1896–1971)
- Gyula Endre (1899–1980)

Nel 1916 decise di divorziare dalla prima moglie ed il 5 agosto di quello stesso anno, a Székesfehérvár, si risposa con la ricca ereditiera americana Julia May Morant (1892-1962). Da questo matrimonio nacquero altri tre figli: 
- Mihály János Kázmér (1917–1983)
- Mária (1918–1998)
- Júlia, soprannominata Csuli (1922–2012).

| Controllo di autorità | VIAF (EN) 56138347 · ISNI (EN) 0000 0000 7908 5545 · LCCN (EN) nb2007010347 |